# Marc Meiling
Marc Meiling, född den 22 mars 1962 i Stuttgart, Tyskland, är en västtysk judoutövare.
Han tog OS-silver i herrarnas halv tungvikt i samband med de olympiska judotävlingarna 1988 i Seoul.